# Svartpusten (Säbrå socken, Ångermanland, 696358-159591)
Svartpusten är en sjö i Härnösands kommun i Ångermanland och ingår i Ångermanälven-Gådeåns kustområde.